# Великие Гуляки
Вели́кие Гуляки́ — село Фастовского района Киевской области.
Село расположено на берегу реки Жарка (приток Ирпеня).

## Этимология
По версии Л. Похилевича, первое название «Голяки» получили от того, что начиная с первой половины XVI века на незаселённых землях по обе стороны реки Жарки оседали крестьяне из окрестных поселений, которые пытались скрыться от крепостного рабства, ведь они были бедняками, «голыми бедняками», «голяками».

## XIX — начало XX века
В 1810 г. князь Григорий Долгорукий, которому принадлежали Дедовщина, Томашовка и Голыши, продал их Екатерине Борейковой-Хаецкой, которая имела четырёх сыновей. В 1825 году Голыши достаются как отцовское наследство Тадеусу — офицеру войска польского, маршалу шляхты Сквирского уезда. Последним обладателем села до 1917 года был Казимир Хаецкий, которому принадлежало 1307 десятин пахотной земли, а на лугах выпасалось 600 голов рысаков англо-арабской породы.

## Персоналии
- Концевич, Ираида Афанасьевна (1922—2000) — украинский советский судебный медик, доктор наук, профессор.
- Габович, Михаил Маркович — артист балета и балетмейстер, лауреат Сталинской премии[1][2].
- Столбун, Пётр Васильевич (1906—1964) — участник В. О. В. Полный кавалер Ордена Славы 1, 2, 3 степени[3].

## Социально-экономическая инфраструктура
Фельдшерско-акушерский пункт, школа, отделение связи, сеть торговых заведений.